# La Gomera
La Gomera je jedan od otoka Kanarskog otočja. 
Garajonay je nacionalni park koji se nalazi u središtu i sjeveru otoka La Gomera, nazvan je po formaciji stijena Garajonay koja je ujedno i najviša točka otoka (1.484 m), a park uključuje i malenu visoravan na 790-1.400 metara nadmorske visine. Park je najbolji primjer prašume lovora (laurisilva), vlažnog suptropskog raslinja koje je u tercijaru prekrivalo većinu Europe, a danas se osim na La Gomeri, može naći samo na otocima Madeira i Azorima.

## Ljudi i običaji
Poljodjelstvo, stočarstvo (ovce i koze), ribarstvo i turizam obilježavaju privredu otoka. Plantaže se nalaze na terasastim poljima. Uzgaja se grožđe i vrsta malenih banana porijeklom iz Indokine. Stanovništvo je pokršteno prije nekih 500 godina. U građevinarstvu prevladava bijela boja a katedrale i kapele nalaze se na najekskluzivnijim lokacijama. Domaće se stanovništvo na daljinu sporazumijeva zviždanjem, što se uči još u školama. Očuvali su lončarstvo bez lončarskog kola. 
Silbo Gomero (kastiljanski za „Zviždanje Gomera”), poznato i kao samo el silbo („zvižduk”), je zviždući jezik kojim govore stanovnici La Gomere kako bi se sporazumjevali preko dubokih klanaca i uskih dolina (gullies) koji preovladavaju cijelim otokom.